# Windweheniederung
Das Windweheniederung ist ein ca. 29,7 Hektar großes Naturschutzgebiet in Bielefeld in Nordrhein-Westfalen. Namengebend ist die Windwehe. Das Gebiet mit der Objektkennung BI-018 liegt in den  Stadtteilen Heepen, Brönninghausen und Ubbedissen. Durch den Flusslauf getrennt, der die Grenze zwischen Bielefeld und Leopoldshöhe markiert, befindet sich im Osten auf dem Gebiet der Gemeinde Leopoldshöhe das Naturschutzgebiet „Windwehetal“ mit rund 56,5 ha Größe (LIP-037). Das Gebiet des Naturschutzgebietes wird durch die Bundesautobahn 2 in einen westlichen und einen östlichen Bereich geteilt.

## Charakteristik
Die Windwehenniederung ist in diesem Abschnitt weitgehend naturnah mit durch natürliche Dynamik des Gewässers entstandenen teilweise typischen, reichen Uferstrukturen mit Bach-Erlen-Eschenwald, Auwaldresten, Erlenbruch sowie Staugewässern mit natuerlichen Gehölz- und Röhrichtsäumen und ihren seltenen und bedrohten Tier- und Pflanzenarten.
Im Verlauf westlich der Bundesautobahn 2 mäandert der Bachlauf teilweise natürlich.

## Quelle
- Stadt Bielefeld, Landschaftsplan „Bielefeld-Ost“